# Roman Suchecki
Roman Suchecki (* 11. März 1933 in Leipzig; † 10. Januar 2003 in Danzig) war ein polnischer Cellist und Musikpädagoge.
Der Sohn der Geigerin Marta Suchecka studierte an der Musikschule von Bydgoszcz bei Zdzisław Wojciechowski und besuchte bis 1958 an der Musikschule Sopot die Celloklasse von Kazimierz Wiłkomirski. Am Moskauer Konservatorium nahm er 1960 bei Mstislaw Rostropowitsch und 1963 bei Sergiusz Szyryński Unterricht. Ab 1956 unterrichtete er an der Staatlichen Musikhochschule Sopot und war dort von 1968 bis 1972 stellvertretender Dekan der Instrumentalabteilung, ab 1969 Leiter der Abteilung für Streichinstrumente und Kammermusik und von 1972 bis 1975 Prorektor. 1983 erhielt er eine Professur, und von 1987 bis 1993 war er Rektor der Musikakademie. Von 1980 bis 1987 war er außerdem Rektor der neu gegründeten Staatlichen Musikhochschule Bydgoszcz.
Ab 1947 war Suchecki Cellist im von Arnold Reszler geleiteten Sinfonieorchester von Bysgoszcz, ab 1953 war er Konzertmeister der Cellisten der Opern- und Philharmonieorchester von Polen und Danzig. Als Solist trat er bis 1983 mit praktisch allen bedeutenden
Sinfonieorchestern Polens auf und spielte etwa 140 Premieren von Werken polnischer und ausländischer Komponisten. Er verfasste die Monographie
Wiolonczela od A do Z, schrieb Artikel für verschiedene Musikzeitschriften und wirkte als Juror an Musikwettbewerben mit.

## Quelle
- Akademia Muzyczna im. Feliksa Nowowiejskego w Bydgoszczy – Suchecki Roman

| Personendaten    | Personendaten                        |
| ---------------- | ------------------------------------ |
| NAME             | Suchecki, Roman                      |
| KURZBESCHREIBUNG | polnischer Cellist und Musikpädagoge |
| GEBURTSDATUM     | 11. März 1933                        |
| GEBURTSORT       | Leipzig                              |
| STERBEDATUM      | 10. Januar 2003                      |
| STERBEORT        | Danzig                               |